# ショウバラクジラ
ショウバラクジラ（庄原クジラ、学名：Diorocetus shobarensis〈日本語音写例：ディオロケトゥス・ショバレンシス〉）は、約2043万年前から約1597万年前にかけて、すなわち、新生代新第三紀中新世前期中葉にあたるバーディガリアン全期の、太平洋に棲息していた化石クジラ類 (cf.) の1種。鯨偶蹄目ヒゲクジラ亜目ナガスクジラ上科ディオロケトゥス科ディオロケトゥスに分類される。化石は日本から発見されている。

## 科学的知見
化石は、広島県庄原市（旧比婆郡）にある備北層群（Bihoku Group. 三次市域と庄原市域に分布する中新統）に属する西城川河床にある約1600万年前の砂岩層から1982年（昭和57年）8月に発見された。この河床からは他の化石ヒゲクジラ類の化石もともに産出しているが、本種の化石は門田町（もんでちょう）域から発見された。この地には、中新世になって形成されたあと形を大きく変えながらも長らく存在し続けることになる古瀬戸内海が広がっていた。層序学的に換言すれば、本種は第一瀬戸内累層群に属する備北層群から得られた化石種である。

### 分類
西城川河床などにある1600万年前の砂岩層から28年間に亘って発掘された化石クジラ類は全部で7件を数え、これらは鹿児島大学の大塚裕之名誉教授（地質学、古生物学）らによって分析された。その結果、1件は新属新種、2件は新種であることが判明し、それぞれが命名された。地元の庄原市立比和自然科学博物館が2008年（平成20年）2月に発刊した研究報告に論文が掲載され、アメリカ合衆国のスミソニアン博物館のクジラ化石データベースにも登録された。新属新種の化石は原始的ヒゲクジラであるケテトリウム科で、属名は Hibacetus（和名：ヒバケトゥス、ヒバクジラ）、小種名は Hibacetus hirosei（和名：ヒバケトゥス・ヒロセイ、ヒロセヒバクジラ）と命名した。大塚によると日本での新属新種命名は2002年以来であった。新種2種は、幅広い上顎をもつ種を Diorocetus syobarensis（和名：ディオロケトゥス・ショバレンシス、ショウバラクジラ）、顎骨の付け根に鋭い突起がある種を Parietobalaena yamaokai（和名：パリエトバラエナ・ヤマオカイ、ヤマオカクジラ）と命名した。
本種が属するディオロケトゥス属はケトテリウム科の1属と見做されていたため、本種が2008年（平成20年）に記載された際もケトテリウム類の一種ということであったが、そもそも「ケトテリウム科」は進化の深まった化石ヒゲクジラ類の雑多で暫定的な分類群であったがゆえに、分類学が発展するに伴って再分類される種が多く出るのが必然であった。ケトテリウム類に関しては再分類を試みたデンマークの古生物学者メッテ・エルストルップ・ステーマン (Mette Elstrup Steeman) が2007年に新説を提唱し、その際、ディオロケトゥス属には独立したディオロケトゥス科を新たに設けていたが、ショウバラクジラの原記載論文でそれは反映されず、ケトテリウム類の新種という扱いであった。その後、ステーマンの分類が学会の主流になったことを受けて、本項ではディオロケトゥス属をディオロケトゥス科に分類している。

## 関連事象
化石は庄原市立比和自然科学博物館に収蔵された。1949年（昭和24年）にオープンした地学分館は地質学分野の標本を多数展示しており、ショウバラクジラの化石は庄原市域から発見された他の3種のクジラ類の化石とともに展示している。

## 論文

### 記載論文
- Otsuka, H.; Ota, Y. (2008). “Cetotheres from the early Middle Miocene Bihoku Group in Shobara District, Hiroshima Prefecture, West Japan”. Miscellaneous Reports of the Hiwa Museum for Natural History 49 (2):  1-66.
  - 記載された種：Diorocetus shobarensis Otsuka et Ota, 2008

### 他の研究論文
- Steeman, M.E. (02 August 2007). “Cladistic analysis and a revised classification of fossil and recent mysticetes”. Zoological Journal of the Linnean Society 150 (4):  875-894. doi:10.1111/j.1096-3642.2007.00313.x. 
  - 記載された科：Diorocetidae Steeman, 2007

- 木村敏之、長谷川善和、大澤仁、上田隆人、山岡隆信「広島県庄原市の中新統備北層群より産出したヒゲクジラ類化石」『群馬県立自然史博物館研究報告』第14巻、群馬県立自然史博物館、2010年、29-36頁。